# Correlació electrònica

Energia de correlació electrònica en termes de diversos nivells de teoria de solucions per a l'equació de Schrödinger.

La correlació electrònica és la interacció entre electrons en l'estructura electrònica d'un sistema quàntic. L'energia de correlació és una mesura de quant el moviment d'un electró està influenciat per la presència de tots els altres electrons.

## Sistemes atòmics i moleculars
Dins del mètode Hartree-Fock de química quàntica, la funció d'ona antisimètrica s'aproxima amb un únic determinant de Slater. Tanmateix, les funcions d'ona exactes no es poden expressar generalment com a determinants únics. L'aproximació d'un únic determinant no té en compte la correlació de Coulomb, donant lloc a una energia electrònica total diferent de la solució exacta de l'equació de Schrödinger no relativista dins de l'aproximació de Born-Oppenheimer. Per tant, el límit de Hartree-Fock està sempre per sobre d'aquesta energia exacta. La diferència s'anomena energia de correlació, terme encunyat per Löwdin. El concepte d'energia de correlació va ser estudiat anteriorment per Wigner.
Ja es considera una certa quantitat de correlació d'electrons dins de l'aproximació d'HF, que es troba en el terme d'intercanvi d'electrons que descriu la correlació entre electrons amb espín paral·lel. Aquesta correlació bàsica evita que es trobin dos electrons de spin paral·lel al mateix punt de l'espai i sovint s'anomena correlació de Pauli. La correlació de Coulomb, d'altra banda, descriu la correlació entre la posició espacial dels electrons a causa de la seva repulsió de Coulomb, i és responsable d'efectes químicament importants com la dispersió de London. També hi ha una correlació relacionada amb la simetria global o gir total del sistema considerat.
La paraula energia de correlació s'ha d'utilitzar amb precaució. En primer lloc, normalment es defineix com la diferència d'energia d'un mètode correlacionat amb l'energia Hartree-Fock. Però aquesta no és l'energia de correlació completa perquè alguna correlació ja està inclosa a HF. En segon lloc, l'energia de correlació depèn molt del conjunt de bases utilitzats. L'energia "exacta" és l'energia amb una correlació completa i un conjunt de bases complets.
La correlació electrònica de vegades es divideix en correlació dinàmica i no dinàmica (estàtica). La correlació dinàmica és la correlació del moviment dels electrons i es descriu a la dinàmica de correlació electrònica i també amb el mètode d'interacció de configuració (CI). La correlació estàtica és important per a molècules on l'estat fonamental està ben descrit només amb més d'un determinant (gairebé) degenerat. En aquest cas, la funció d'ona Hartree-Fock (només un determinant) és qualitativament incorrecta. El mètode de camp autoconsistent multiconfiguració (MCSCF) té en compte aquesta correlació estàtica, però no la correlació dinàmica.
Si es vol calcular les energies d'excitació (diferències energètiques entre els estats bàsics i excitats) cal tenir cura que tots dos estats estiguin igualment equilibrats (per exemple, interacció de configuració multireferència).

## Sistemes cristal·lins
En la física de la matèria condensada, els electrons es descriuen normalment fent referència a una xarxa periòdica de nuclis atòmics. Per tant, els electrons que no interaccionen es descriuen normalment per ones de Bloch, que corresponen als orbitals moleculars deslocalitzats i adaptats a la simetria utilitzats a les molècules (mentre que les funcions de Wannier corresponen a orbitals moleculars localitzats). S'han proposat una sèrie d'aproximacions teòriques importants per explicar les correlacions d'electrons en aquests sistemes cristal·lins.

## Punt de vista matemàtic
Per a dos electrons independents a i b ,
{\displaystyle \rho (\mathbf {r} _{a},\mathbf {r} _{b})\sim \rho (\mathbf {r} _{a})\rho (\mathbf {r} _{b}),\,}
on ρ(ra,rb) representa la densitat electrònica conjunta, o la densitat de probabilitat de trobar l'electró a a ra i l'electró b a rb. Dins d'aquesta notació, ρ(ra,rb) dra drb representa la probabilitat de trobar els dos electrons en els seus respectius elements de volum dra i drb.
Si aquests dos electrons estan correlacionats, aleshores la probabilitat de trobar l'electró a en una determinada posició de l'espai depèn de la posició de l'electró b, i viceversa. En altres paraules, el producte de les seves funcions de densitat independents no descriu adequadament la situació real. A petites distàncies, la densitat de parells no correlacionats és massa gran; a grans distàncies, la densitat de parells no correlacionats és massa petita (és a dir, els electrons tendeixen a "evitar-se els uns als altres").